# 1298
Năm 1298 là một năm trong lịch Julius.